# Раславиці
Раславиці або Раславіце (словац. Raslavice) — село в Словаччині, Бардіївському окрузі Пряшівського краю. Розташоване в північно-східній частині Словаччини, на південний схід від Чергівських гір в долині річки Секчов, притоки Ториси, на автошляху Пряшів — Бардіїв.
Вперше згадується у 1261 році.
В селі є римо-католицький костел та протестантський костел з пол. 13 ст..

## Населення
| Рік:            | 1994. | 2004.    | 2014.   | 2024.   |
| --------------- | ----- | -------- | ------- | ------- |
| Кількість осіб: | 2307  | 2585     | 2721    | 2802    |
| Різниця:        |       | +12,05 % | +5,26 % | +2,97 % |

| Рік:            | 2023. | 2024.   |
| --------------- | ----- | ------- |
| Кількість осіб: | 2774  | 2802    |
| Різниця:        |       | +1,00 % |

В селі проживає 2698 осіб.
Національний склад населення (за даними останнього перепису населення — 2001 року):
- словаки — 96,01%
- цигани — 3,30%
- чехи — 0,44%
- русини — 0,12%

Склад населення за приналежністю до релігії станом на 2001 рік:
- римо-католики — 90,06%,
- протестанти — 7,97%,
- греко-католики — 1,69%,
- православні — 0,04%,
- не вважають себе віруючими або не належать до жодної вищезгаданої церкви — 0,20%

## Географія
Протікає річка Грабовець.